# Перминов, Анатолий Николаевич
Анато́лий Никола́евич Пе́рминов (род. 16 июня 1945, д. Дувалово, Кировская область) — российский военный и государственный деятель, генерал-полковник.

## Биография
Родился в деревне Дувалово.

### Образование
Окончил Пермское высшее военное командно-инженерное училище в 1967 году, командный факультет Военной академии имени Ф. Э. Дзержинского в 1976 году, Военную академию Генерального штаба Вооружённых Сил имени К. Е. Ворошилова в 1991 году, доктор технических наук, профессор Академии военных наук.

### Военная служба
Служил в Ракетных войсках стратегического назначения (РВСН) в должностях старшего инженера по АСУ, инженера, старшего инженера и командира группы. С 1976 года — заместитель командира ракетного полка по боевому управлению. С 1979 года — командир ракетного полка, с 1983 года заместитель командира и в 1985—1987 — командир 14-й ракетной Киевско-Житомирской дивизии (Йошкар-Ола). Первый заместитель командующего 33-й гвардейской ракетной Бериславско-Хинганской армией с ноября 1987 года по июнь 1989 года (г. Омск).
С июля 1991 по август 1993 года — начальник Государственного научно-исследовательского испытательного полигона Министерства обороны (в настоящее время Государственный испытательный космодром «Плесецк»), под его руководством было осуществлено более ста запусков космических аппаратов и учебно-боевых пусков межконтинентальных баллистических ракет.
С августа 1993 года — начальник Главного управления эксплуатации ракетного вооружения и военной техники РВСН. С ноября 1994 года — первый заместитель начальника Главного штаба РВСН. С сентября 1997 года по март 2001 года — начальник Главного штаба — первый заместитель Главнокомандующего РВСН.
С 28 марта 2001 по март 2004 года — командующий Космическими войсками (новый род войск, выделенный из Ракетных войск стратегического назначения).

### Гражданская служба
12 марта 2004 года назначен руководителем Федерального космического агентства, образованного вместо Российского авиационно-космического агентства, сменив Юрия Коптева.
Заведующий кафедрой 610 Аэрокосмического факультета МАИ.
29 апреля 2011 года освобождён от должности руководителя Федерального космического агентства (Роскосмос) в связи с достижением предельного возраста пребывания на государственной гражданской службе.
С 4 мая 2011 года — заместитель генерального директора — заместитель генерального конструктора ОАО «Российские космические системы».

## Воинское звание и классный чин
- Генерал-полковник (1998).
- Действительный государственный советник Российской Федерации 1 класса (2008)[6].

## Награды
- Орден «За заслуги перед Отечеством» III степени (31 марта 2009) — за большой вклад в развитие ракетно-космической отрасли и многолетнюю плодотворную деятельность[7].
- Орден «За заслуги перед Отечеством» IV степени (25 сентября 2004) — за большой вклад в развитие отечественной космонавтики и укрепление обороноспособности страны[8].
- Орден «За военные заслуги»[9].
- Орден Трудового Красного Знамени[9].
- Орден «За службу Родине в Вооружённых Силах СССР» III степени[9].
- Заслуженный машиностроитель Российской Федерации.
- Благодарность Президента Российской Федерации (16 июня 2005) — за заслуги в развитии отечественной космонавтики и многолетнюю добросовестную работу[10].
- Почётная грамота Правительства Российской Федерации (10 июня 2005) — за большой личный вклад в развитие ракетно-космической техники и в связи с 60-летием со дня рождения[11]
- Лауреат премии Правительства Российской Федерации за участие в создании ракеты-носителя «Днепр».
- Орден Достык II степени (Казахстан, 7 декабря 2004) — за значительный вклад в развитие дружбы и сотрудничества между народами Казахстана и России[12].
- Офицер ордена Почётного легиона (Франция, 2010)[13].

## Комментарии
1. ↑  Деревня Дувалово[1], входившая в 1940-е годы в состав Черновского сельсовета Черновского района, не сохранилась[2]; ныне — территория Черновского сельского поселения Шабалинского района Кировской области[3].